# Registre international Mémoire du monde
Le registre international « Mémoire du monde » est la liste de toutes les collections du patrimoine documentaire qui ont été identifiées par le Comité consultatif international du programme « Mémoire du monde » de l'UNESCO lors de ses réunions et approuvées par le directeur général de l'UNESCO comme répondant aux critères de sélection d'intérêt universel.
Le registre international « Mémoire du monde » comprend, en avril 2025, 570 éléments du patrimoine documentaire, répartis dans 133 pays et quelques organisations internationales.

## Afrique

### Afrique du Sud
- 1997 : la Collection Bleek[3], (Université du Cap et la South African Library du Cap, Le Cap).
- 2003 : archives de la Compagnie hollandaise des Indes orientales (conjointement avec les Pays-Bas, l'Inde, l'Indonésie, le Sri Lanka)[4].
- 2007 : affaire pénale no 253/1963 (procès de Rivonia)[5].
- 2007 : archives vivantes de la lutte de libération[6],[7].
- 2013 : archives de la Convention pour une Afrique du Sud démocratique (CODESA), 1991-1992, et archives du Processus de négociation multipartite, 1993[8] ; négociations sur le démantèlement de l'apartheid en Afrique du Sud.

### Algérie
- 2017 : manuscrit « Al – Mustamlah Min Kitab Al – Takmila »[9].
- 2023 : archives de la première Conférence du Mouvement des pays non alignés (conjointement avec l'Égypte, l'Inde, l'Indonésie, la Serbie)[10].
- 2025 : Kitab Al-Qanun fi Al-Tibb d' Avicenne : le Livre des lois médicales (Livre Quatre)[11]

### Angola
- 2011 : archives des Ndembu (conjointement avec le Portugal)[6],[12].
- 2025 : recensement des esclaves en Angola, au Cap-Vert et au Mozambique déterminé par décret portugais du 14/12/1854 (conjointement avec le Cap-Vert et le Mozambique)[11].

### Bénin
- 1997 : affaires politiques du fonds colonial[13], (Archives nationales, Porto-Novo).

### Burkina Faso
- 2023 : archives du Mouvement international ATD Quart Monde en France et au Burkina Faso, de 1957 à 1992 (conjointement avec la France)[10].

### Cap-Vert
- 2025 : recensement des esclaves en Angola, au Cap-Vert et au Mozambique déterminé par décret portugais du 14/12/1854 (conjointement avec l'Angola et le Mozambique)[11].
- 2025 : documents sur l'Esclavage dans le Fonds d'Archives du Secrétariat Général du Gouvernement (Cabo Verde, 1842-1869)[11].

### Égypte
- 1997 : mémoire du canal de Suez[6],[14], (Bureau Culturel, Ambassade de la République Arabe d'Égypte).
- 2005 : les actes des sultans et des princes[15].
- 2007 : 71 manuscrits persans illustrés et enluminés des manuscrits persans : illustrent l’histoire de la miniature islamique persane, l’évolution des styles de calligraphie persans et l’art des feuillets simples et des compilations en albums (muraqqa (en))[16].
- 2013 : la collection de manuscrits du Coran mamelouk de la bibliothèque nationale d’Égypte[17].
- 2023 : archives de la première Conférence du Mouvement des pays non alignés (conjointement avec l'Algérie, l'Inde, l'Indonésie, la Serbie)[10].
- 2025 : Itḫāf Al-Mahbṻb[11].

### Éthiopie
- 1997 : trésors de l'Organisation des Archives et de la Bibliothèque nationale d'Éthiopie[18], (Archives et Bibliothèque nationale, (Addis-Abeba).

### Ghana
- 2011 : archives de la Compagnie néerlandaise des Indes Occidentales (conjointement avec les Pays-Bas, le Brésil, Guyana, les Antilles néerlandaises, le Suriname, le Royaume-Uni et les États-Unis)[19].

### Madagascar
- 2009 : archives royales[6],[20].

### Mali
- 2017 : livre de la guérison des maladies internes et externes affectant le corps (le « Kitāb Shifā al-Asqām al-Āriḍat min al-Ẓahir wa al-Bāṭin min al-Ajsām »)[21].
- 2017 : les Intérêts de l’être liés aux religions et aux corps (le « Maṣāliḥ al-Insān al-Mutaʿalliqat bi al-Adyānwa al-Abdān »), conjointement avec le Nigéria[22].
- 2017 : rappel à ceux qui ne prêtent pas attention aux méfaits causés par la divergence entre croyants (le « Tadkirat al gāfilin ‘anqubhihtilāf al- mu’minin »)[23].

### Maroc
- 2011 : Le Livre des exemples d'Ibn Khaldoun (« Kitab al-ibar, wa diwan al-mobtadae wa al-khabar »)[24].
- 2017 : manuscrit de al-Zahrāwī sur la chirurgie (Abu Al-Qasim : Al-Tasrif)[25].
- 2025 : Al Orjoza fi teb d’Ibn Toufail[11].

### Maurice
- 1997 : archives de l'occupation française de Maurice[26], (Archives de Maurice, Petite Rivière, Port-Louis).
- 2023 : collections d’archives du Bienheureux Père Jacques Désiré Laval - L’apôtre de Maurice[10].
- 2023 : archives sur la traite des esclaves et l’esclavage à Maurice (1721-1892)[10].

### Mozambique
- 2025 : recensement des esclaves en Angola, au Cap-Vert et au Mozambique déterminé par décret portugais du 14/12/1854 (conjointement avec l'Angola et le Cap-Vert)[11].

### Namibie
- 2005 : les journaux épistolaires d'Hendrik Witbooi[27].
- 2025 : la Déclaration de Windhoek sur la promotion d'une presse africaine indépendante et pluraliste, 1991[11].

### Nigeria
- 2017 : les Intérêts de l’être liés aux religions et aux corps (le « Maṣāliḥ al-Insān al-Mutaʿalliqat bi al-Adyānwa al-Abdān ») (conjointement avec le Mali)[22].

### Sénégal
- 1997 : fonds de l'Afrique-Occidentale française (AOF)[28], (Archives nationales du Sénégal, Dakar).
- 2015 : cahiers de l’École William Ponty[6],[29].
- 2015 : collection de cartes postales anciennes de l’Afrique Occidentale Française[30].

### Tanzanie
- 1997 : les dossiers et archives allemandes[31], (Archives nationales, Dar es Salam).
- 2003 : collection de manuscrits et de livres arabes[32].

### Tunisie
- 2011 : la Course et les relations internationales de la Régence de Tunis aux XVIIIe et XIXe siècles[33].
- 2017 : l’abolition de l’Esclavage en Tunisie 1841-1846[34].
- 2023 : le fonds musical dans les archives du baron Rodolphe d'Erlanger (1910-1932)[10].

### Zimbabwe
- 2015 : les registres Nehanda et Kaguvi[35].

## Amériques

### Anguilla
- 2016 : collection de la Compagnie des Indes occidentales (conjointement avec Antigua-et-Barbuda, la Jamaïque, le Royaume-Uni et Montserrat)[36].

### Antigua-et-Barbuda
- 2016 : collection de la Compagnie des Indes occidentales (conjointement avec Anguilla, la Jamaïque, le Royaume-Uni et Montserrat)[36].

### Antilles néerlandaises
- 2009 : bref catéchisme destiné aux catholiques de Curaçao (conjointement avec le Curaçao)[37].
- 2011 : archives de la Compagnie néerlandaise des Indes Occidentales (conjointement avec les Pays-Bas, le Brésil, le Ghana, Guyana, le Suriname, le Royaume-Uni et les États-Unis)[19].

### Argentine
- 1997 : fonds documentaires de la vice-royauté du Río de la Plata, (Archives nationales, Buenos Aires)[38].
- 2007 : patrimoine documentaire sur les droits de l’homme (1976-1983) ; archives pour la Vérité, la Justice et la Mémoire dans la lutte contre le terrorisme d'État[39].
- 2017 : le centre de documentation Villa Ocampo (conjointement avec les États-Unis)[40].

### Aruba
- 2025 : patrimoine documentaire des personnes réduites en esclavage par les Antilles néerlandaises et de leurs descendants (1816-1969) (conjointement avec Curaçao, les Pays-Bas, le Suriname et Saint-Martin ; ajout d'Aruba en 2025)[11].

### Bahamas
- 2009 : journal de Farquharson[41].
- 2009 : registres des esclaves des Antilles britanniques 1817-1834 (conjointement avec Barbade, Belize, Dominique, Jamaïque, Saint-Christophe-et-Niévès, Trinité-et-Tobago et le Royaume-Uni)[42].

### Barbade
- 2003 : patrimoine documentaire des personnes des Caraïbes réduites en esclavage[43].
- 2009 : registres des esclaves des Antilles britanniques 1817-1834 (conjointement avec Bahamas, Belize, Dominique, Jamaïque, Saint-Christophe-et-Niévès, Trinité-et-Tobago et le Royaume-Uni)[42].
- 2009 : collection de Nita Barrow[44].
- 2009 : fonds des Archives de la Fédération (West Indies Federation, 1958-1962)[45].
- 2011 : hommes d'argent, travailleurs antillais au canal de Panama (conjointement avec la Jamaïque, le Panama, Sainte-Lucie, le Royaume-Uni et les États-Unis)[46].
- 2015 : les écrits de la Commission des Indes occidentales[47].
- 2017 : une chanson ou un chant africain de la Barbade (conjointement avec le Royaume-Uni)[48].

### Belize
- 2009 : registres des esclaves des Antilles britanniques 1817-1834 (conjointement avec Bahamas, Barbade, Dominique, Jamaïque, Saint-Christophe-et-Niévès, Trinité-et-Tobago et le Royaume-Uni)[42].

### Bolivie
- 2007 : échantillon de la richesse documentaire de la musique coloniale d’Amérique (conjointement avec la Colombie, le Mexique et le Pérou)[49].
- 2011 : fonds documentaire de la cour d'Audiencia royale de La Plata[50].
- 2013 : collection de documents « La vie et l’œuvre d’Ernesto Che Guevara : des manuscrits originaux de son adolescence et sa jeunesse au Journal de campagne en Bolivie » (conjointement avec Cuba)[51].
- 2013 : collection des manuscrits musicaux de la cathédrale de La Plata[52].
- 2025 : Conseil municipal laïc de Potosí (1585-1817)[11].

### Brésil
- 2003 : la collection de l'Empereur, la photographie brésilienne et étrangère au XIXe siècle[53].
- 2011 : archives de la Compagnie néerlandaise des Indes Occidentales (conjointement avec le Ghana, les Pays-Bas, Guyana, les Antilles néerlandaises, le Suriname, le Royaume-Uni et les États-Unis)[19].
- 2011 : réseau d'information et de désinformation sur le régime militaire au Brésil (1964-1985)[54].
- 2013 : archives architecturales d’Oscar Niemeyer[55].
- 2013 : documents concernant les voyages de l’empereur Pedro II au Brésil et à l’étranger[56].
- 2015 : fundo Comitê de Defesa dos Direitos Humanos para os Países do Cone Sul (CLAMOR), (conjointement avec l'Uruguay)[57].
- 2015 : guerre de la Triple Alliance (conjointement avec l'Uruguay)[58].
- 2017 : Antonio Carlos Gomes, compositeur de deux mondes (conjointement avec l'Italie)[59].
- 2017 : l'archive personnelle de Nise da Silveira[60].
- 2023 : féminisme, sciences et politique – Héritage de Bertha Lutz[10].
- 2025 : archives Carlos Chagas[11].
- 2025 : la carte ethno-historique de Curt Nimuendaju : une encyclopédie cartographique au service des langues, des cultures et des mémoires des peuples autochtones[11].

### Canada
- 2007 : fonds du Séminaire de Québec, 1623-1800 (XVIIe – XIXe siècles)[61],[62].
- 2007 : les archives de la Compagnie de la Baie d’Hudson[63].
- 2009 : filmographie de Norman McLaren[64],[65].
- 2013 : insuline, une découverte aux répercussions mondiales[66].
- 2017 : nachlass philosophique de Ludwig Wittgenstein (conjointement avec l'Autriche, les Pays-Bas et le Royaume-Uni)[67].
- 2017 : Marshall McLuhan, les archives du futur[68].
- 2017 : Le Son des français d'Amérique, série documentaire de Michel Brault et André Gladu, traces et mémoires métissées des continents[69],[70].
- 2023 : le témoignage des enfants : assimilation forcée des enfants autochtones dans des internats canadiens[10].
- 2023 : prodiguer des soins dans le Nouveau Monde : les Augustines du Canada, femmes de cœur et d’engagement[10].
- 2025 : John Peters Humphrey - les archives d'une carrière internationale dans le domaine des droits de l'Homme[11].
- 2025 : les Archives photographiques Notman : un témoignage exceptionnel sur un studio du XIXe siècle[11].
- 2025 : dessins et écrits d’enfants en temps de guerre en Europe : 1914-1950 (conjointement avec l’Allemagne, l’Espagne, la France, la Pologne, le Royaume-Uni, la Suisse et la République Tchèque)[11].

### Chili
- 2003 : archives des droits de l'homme du Chili[71].
- 2003 : les Jésuites d'Amérique[72].
- 2013 : recueil de poésies populaires chiliennes, Lyre populaire[73].

### Colombie
- 2005 : archives « Negros y Esclavos ». Cette collection unique contient de nombreux témoignages et informations d’une grande importance sur la traite des esclaves, du XVIe siècle au début du XIXe siècle, à destination ou à partir du port de Cartagena[74].
- 2007 : échantillon de la richesse documentaire de la musique coloniale d’Amérique (conjointement avec la Bolivie, le Mexique et le Pérou)[49].

### Costa Rica
- 2017 : la Cour Centraméricaine de Justice[75].
- 2017 : abolition de l’armée au Costa Rica[76].

### Cuba
- 2005 : fonds « José Martí Pérez ». Il comprend 2 435 documents illustrant le travail littéraire, journalistique, révolutionnaire, diplomatique et biographique de José Martí (1853-1895), écrivain et homme politique dont l’influence a été durable en Amérique latine[77].
- 2009 : négatifs originaux du Noticiero ICAIC Latinoamericano[78].
- 2013 : collection de documents « La vie et l’œuvre d’Ernesto Che Guevara : des manuscrits originaux de son adolescence et sa jeunesse au Journal de campagne en Bolivie » (conjointement avec la Bolivie)[51].
- 2023 : actes du Conseil municipal de La Havane (période coloniale 1550-1898)[10].
- 2023 : affiches de films cubains[10].

### Curaçao
- 2009 : bref catéchisme destiné aux catholiques de Curaçao (conjointement avec les Antilles néerlandaises)[37].
- 2011 : archives de la Middelburgsche Commercie Compagnie (MCC), (conjointement avec le Suriname et les Pays-Bas)[79].
- 2023 : patrimoine documentaire des personnes réduites en esclavage par les Antilles néerlandaises et de leurs descendants (1816-1969) (conjointement avec les Pays-Bas, Saint-Martin et le Suriname ; ajout d'Aruba en 2025)[10].

### Dominique
- 2009 : registres des esclaves des Antilles britanniques 1817-1834 (conjointement avec Bahamas, Belize, Barbade, Jamaïque, Saint-Christophe-et-Niévès, Trinité-et-Tobago et le Royaume-Uni)[42].

### Équateur
- 2015 : le regard de l’Autre[80].

### États-Unis
- 2005 : Universalis cosmographia secundum Ptholomaei traditionem et Americi Vespucii aliorumque Lustrationes (le planisphère de Waldseemüller de 1507)[81].
- 2007 : Le Magicien d'Oz, film de 1939[82].
- 2009 : collection de films et de vidéos John Marshall - Bochimans Ju’hoan, 1950-2000 (Human Studies Film Archives, Smithsonian Institution)[83].
- 2011 : archives de la Compagnie néerlandaise des Indes Occidentales (conjointement avec le Brésil, le Ghana, les Pays-Bas, Guyana, les Antilles néerlandaises, le Suriname et le Royaume-Uni)[19].
- 2011 : enregistrements du programme Landsat, capteur multispectral MSS[84].
- 2011 : hommes d'argent, travailleurs antillais au canal de Panama (conjointement avec Barbade, la Jamaïque, Sainte-Lucie, Panama et le Royaume-Uni)[46].
- 2013 : collection permanente « Eleanor Roosevelt Papers Project »[85].
- 2015 : la collection Moses et Frances Asch, l’Encyclopédie du son[86].
- 2017 : le centre de documentation Villa Ocampo (conjointement avec l'Argentine)[40].
- 2017 : les « documents de Shakespeare », une trace documentaire de la vie de William Shakespeare (conjointement avec le Royaume-Uni)[87].
- 2017 : documents de Aletta H. Jacobs (conjointement avec les Pays-Bas)[88].
- 2025 : les films grand format 68 mm de la société Mutoscope & Biograph (conjointement avec la France, les Pays-Bas et le Royaume-Uni)[11].

### Guatemala
- 2017 : les Mémoires de Floride, un discours historique et un récit naturel, matériel, militaire et politique du Royaume du Guatemala[89].

### Guyana
- 2011 : héritage documentaire d'ouvriers indiens sous contrat (conjointement avec Fidji, Suriname et Trinité-et-Tobago)[90].
- 2011 : archives de la Compagnie néerlandaise des Indes Occidentales (conjointement avec le Ghana, les Pays-Bas, le Brésil, les Antilles néerlandaises, le Suriname, le Royaume-Uni et les États-Unis)[19].

### Haïti
- 2023 : registres identifiant les personnes en esclavage dans les anciennes colonies françaises (1666-1880) (conjointement avec la France)[10].

### Jamaïque
- 2009 : registres des esclaves des Antilles britanniques 1817-1834 (conjointement avec Bahamas, Barbade, Belize, Dominique, Saint-Christophe-et-Niévès, Trinité-et-Tobago et le Royaume-Uni)[42].
- 2011 : hommes d'argent, travailleurs antillais au canal de Panama (conjointement avec la Barbade, le Panama, Sainte-Lucie, le Royaume-Uni et les États-Unis)[46].
- 2016 : collection de la Compagnie des Indes occidentales (conjointement avec Anguilla, Antigua-et-Barbuda, le Royaume-Uni et Montserrat)[36].

### Montserrat
- 2016 : collection de la Compagnie des Indes occidentales (conjointement avec Anguilla, Antigua-et-Barbuda, la Jamaïque et le Royaume-Uni)[36].

### Mexique
- 1997 : collection de codex mexicains, (Bibliothèque nationale d'Anthropologie et d'histoire, Mexico)[91].
- 1997 : codex et dossier du Marquisat de la vallée d'Oaxaca, (Archives nationales, Mexico)[92].
- 1997 : codex Techaloyan de Cuajimalpaz, (Archives nationales, Mexico)[93].
- 1997 : colección de Lenguas Indigenas[94].
- 2003 : Los olvidados, le négatif original en nitrate de cellulose du film du réalisateur espagnol Luis Buñuel, (Filmoteca de la UNAM, Mexico)[95],[96].
- 2005 : bibliothèque Palafoxiana de Puebla. La bibliothèque, qui est installée dans le même édifice depuis 1646, regroupe des livres de la période 1473-1821. Le classement des livres suit encore le schéma d’origine. Première bibliothèque publique en Amérique, elle est le seul témoignage de ce genre de bibliothèques sur le continent. Elle illustre aussi l’héritage européen en Amérique[97].
- 2007 : échantillon de la richesse documentaire de la musique coloniale d’Amérique (conjointement avec la Bolivie, la Colombie et le Pérou)[49].
- 2009 : collection du Centre de documentation et d'enquête de la Communauté ashkénaze au Mexique (du XVIe au XXe siècle)[98].
- 2011 : pictogrammes du XVIe au XVIIIe siècle du groupe « cartes, dessins et illustrations » des Archives nationales du Mexique[99].
- 2013 : fonds des archives historiques du Colegio de Vizcaínas, l’éducation et le soutien des femmes dans l’histoire du monde[100].
- 2015 : le travail de Fray Bernardino de Sahagún : le codex de Florence et le codex Matritense (conjointement avec l'Espagne et l'Italie)[101].
- 2015 : les dossiers judiciaires proposés correspondent à la naissance d’un droit, les ordonnances d’amparo[102].
- 2017 : les archives de négatifs, publications et documents de Manuel Álvarez Bravo[103].
- 2025 : photographies aériennes de la Fondation et Association des Ingénieurs civils (ICA)[11].

### Nicaragua
- 2007 : croisade nationale d'alphabétisation[104].

### Panama
- 2011 : hommes d'argent, travailleurs antillais au canal de Panama (conjointement avec Barbade, la Jamaïque, Sainte-Lucie, le Royaume-Uni et les États-Unis)[46].

### Paraguay
- 2009 : archives de la Terreur[105].

### Pérou
- 2007 : échantillon de la richesse documentaire de la musique coloniale d’Amérique (conjointement avec la Bolivie, la Colombie et le Mexique)[49].
- 2013 : registre de voyage des conquistadors ou « Livre Becerro »[106].
- 2013 : premières éditions péruviennes et sud-américaines (1584-1619)[107].
- 2023 : 30 693 négatifs sur plaques de verre (1864-1933) de la Collection Courret[10].

### République dominicaine
- 2009 : livres pour le baptême des esclaves (1636-1670)[108].
- 2009 : patrimoine documentaire relatif à la résistance et à la lutte pour les Droits de l’Homme en République Dominicaine, 1930-1961[109].

### Saint-Christophe-et-Niévès
- 2009 : registres des esclaves des Antilles britanniques 1817-1834 (conjointement avec Bahamas, Barbade, Belize, Dominique, Jamaïque, Trinité-et-Tobago et le Royaume-Uni)[42].

### Saint-Martin
- 2017 : voie/voix de la Liberté, une étude sur la façon dont des esclaves africains ont obtenu leur liberté sur l’île binationale de Sint Maarten / Saint-Martin[110].
- 2023 : patrimoine documentaire des personnes réduites en esclavage par les Antilles néerlandaises et de leurs descendants (1816-1969) (conjointement avec Curaçao, les Pays-Bas et le Suriname ; ajout d'Aruba en 2025)[10].

### Saint-Vincent-et-les-Grenadines
- 2017 : patrimoine documentaire d'ouvriers indiens sous contrat[90].

### Sainte-Lucie
- 2009 : fonds Sir William Arthur Lewis[111].
- 2011 : hommes d'argent, travailleurs antillais au canal de Panama (conjointement avec Barbade, la Jamaïque, le Panama, le Royaume-Uni et les États-Unis)[46].

### Salvador
- 2017 : fonds documentaire d’Ignacio Ellacuría, réalité historique et Libération[112].

### Suriname
- 2011 : héritage documentaire d'ouvriers indiens sous contrat (conjointement avec Fidji, Guyana et Trinité-et-Tobago)[90].
- 2011 : archives de la Middelburgsche Commercie Compagnie (MCC), (conjointement avec le Curaçao et les Pays-Bas)[79].
- 2023 : patrimoine documentaire des personnes réduites en esclavage par les Antilles néerlandaises et de leurs descendants (1816-1969) (conjointement avec Curaçao, les Pays-Bas et Saint-Martin ; ajout d'Aruba en 2025)[10].

### Trinité-et-Tobago
- 1997 : la collection Derek Walcott, (Bibliothèque principale, Université des Antilles, St. Augustine)[113].
- 1999 : les fonds Eric Williams, (Bibliothèque principale, Université des Antilles, St. Augustine)[114].
- 2005 : la collection C.L.R. James[115].
- 2009 : registres des esclaves des Antilles britanniques 1817-1834 (conjointement avec Bahamas, Barbade, Belize, Dominique, Jamaïque, Saint-Christophe-et-Niévès et le Royaume-Uni)[42].
- 2011 : héritage documentaire d'ouvriers indiens sous contrat (conjointement avec Fidji, Guyana et Suriname)[90].
- 2011 : la collection Constantine[116].

### Uruguay
- 2003 : disques originaux de Carlos Gardel, collection Horacio Loriente (1913-1935)[117].
- 2015 : Fundo Comitê de Defesa dos Direitos Humanos para os Países do Cone Sul (CLAMOR), (conjointement avec le Brésil)[57].
- 2015 : guerre de la Triple Alliance (conjointement avec le Brésil)[58].
- 2023 : fonds d’archives photographiques du journal « El popular »[10].

### Venezuela
- 1997 : écrits du Libertador Simón Bolívar, (Archives nationales, Caracas)[118].
- 1997 : collection de photographies latino-américaines du XIXe siècle, (Bibliothèque nationale, Caracas)[119].
- 2007 : Colombeia, archives du Généralissime Don Francisco de Miranda[120].

## Asie

### Arabie saoudite
- 2003 : la plus ancienne inscription islamique (coufique)[121].
- 2023 : inscriptions arabiques dans la pierre : Jabal Ikmah[10].

### Bahreïn
- 2025 : inscriptions cunéiformes des rois Dilmun sur des vases en pierre (vers 1700 av. J.-C.)[11].

### Bangladesh
- 2017 : le discours historique du 7 mars de Sheikh Mujibur Rahman[122].

### Birmanie
- 2013 : les pierres d’enregistrement de la pagode de Maha Lawkamarazein ou Kuthodaw[123].
- 2015 : l'inscription quadrilingue de la stèle de Myazedi[124].
- 2015 : la lettre en or du roi birman Alaungpaya au roi George II de Grande-Bretagne (avec l'Allemagne et le Royaume-Uni)[125].

### Cambodge
- 2009 : musée de Tuol Sleng[126].
- 2017 : manuscrits de Panji (conjointement avec l'Indonésie, la Malaisie, les Pays-Bas et le Royaume-Uni)[127].

### République populaire de Chine
- 1997 : archives sonores - Musique chinoise traditionnelle[128].
- 1999 : archives du haut secrétariat des Qing - Influence de la culture occidentale en Chine[129].
- 2003 : manuscrits anciens de la littérature Dongba des Naxi[130].
- 2005 : listes d'or des examens impériaux sous la dynastie des Qing[131].
- 2007 : les archives Yangshi Lei de la dynastie des Qing[132].
- 2011 : Huangdi Nei Jing (le canon interne de l'Empereur Jaune)[133].
- 2011 : Ben Cao Gang Mu (Abrégé De Materia Medica), de Li Shi-zhen (1518~1593)[134].
- 2013 : documents officiels du Tibet datant de la Dynastie Yuan (1304-1367)[135].
- 2013 : Qiaopi et Yinxin : correspondances et documents de transferts de fonds des émigrés chinois vivant à l'étranger[136].
- 2015 : les documents du massacre de Nanjing[137].
- 2017 : les archives de la soie de Suzhou des temps modernes et contemporains[138].
- 2017 : documents officiels de Macao au cours de la dynastie des Qing (1693-1886), (conjointement avec le Portugal)[139].
- 2017 : les inscriptions chinoises sur os d'oracle[140].
- 2023 : les quatre traités de la médecine tibétaine[10].
- 2023 : archives et manuscrits du Temple Kong Tac Lam de Macau (1645-1980)[10].
- 2025 : le Bianzhong du marquis Yi de Zeng[11].
- 2025 : les stèles du temple de Shaolin (566-1990)[11].
- 2025 : Inscription trilingue (TribhashaSellipiya) (conjointement avec le Sri Lanka)[11].

### Corée du Sud
- 1997 : les Annales de la dynastie Joseon, (Chongjoksan Sagobon, Séoul)[141].
- 1997 : le Hunminjeongeum, (musée des Beaux-Arts Gansong, Séoul). Le titre signifie « l'écriture qui convient à l'instruction du peuple »[142].
- 2001 : Baegun hwasang chorok buljo jikji simche yojeol (vol.II), Second volume de l'"Anthologie des enseignements zen des grands prêtres bouddhistes" (Bibliothèque nationale de France, Paris)[143].
- 2001 : les Journaux du Secrétariat Royal (Seungjeongwon Ilgi), (Bibliothèque Gyujanggak et Université nationale de Séoul, Séoul)[144].
- 2007 : les Protocoles royaux de la dynastie Joseon (Uigwe, 2007)[145].
- 2007 : le Tripitaka Koreana, collection des textes sacrés du bouddhisme gravés sur plus de 80 000 tablettes en bois au XIIIe siècle[146].
- 2009 : Principes et pratique de la médecine orientale (Dongui bogam)[147].
- 2011 : Ilseongnok : Recueil de pensées quotidiennes[148].
- 2011 : Patrimoine documentaire des Droits de l’homme, 1980 – Archives du Soulèvement démocratique du 18 mai contre le régime militaire, à Gwangju, République de Corée[149].
- 2013 : le journal intime de guerre de l'Amiral Yi Sun-sin[150].
- 2013 : les archives de Saemaul Undong (mouvement de nouvelles communautés)[151].
- 2015 : les archives du programme spécial KBS « Retrouver les familles dispersées »[152].
- 2015 : gravures sur bois confucéennes[153].
- 2017 : collection de sceaux royaux et livres d'investiture de la dynastie Joseon[154].
- 2017 : documents sur Joseon Tongsinsa / Chosen Tsushinshi : l'histoire du maintien de la paix et des échanges culturels entre la Corée et le Japon du XVIIe au XIXe siècle (conjointement avec le Japon)[155].
- 2023 : Hon Chon Jon Do (Illustration de l’ensemble de la carte céleste)[10].
- 2023 : archives de la révolution du 19 avril[10].
- 2023 : archives de la révolte paysanne du Donghak[10].
- 2025 : révéler la vérité : les archives de Jeju 4·3[11].
- 2025 : archives de reforestation de la Corée : un modèle de reforestation réalisé grâce à une gouvernance publique-privée[11].

### Inde
- 1997 : la collection de manuscrits médicaux de l'IAS, (Institut des études asiatiques, Tamil Nadu)[156].
- 2003 : archives de la Compagnie hollandaise des Indes orientales (conjointement avec l'Afrique du Sud, les Pays-Bas, l'Indonésie et le Sri Lanka)[4].
- 2005 : les Manuscrits shivaïtes de Pondichéry[157].
- 2007 : Rigveda[158].
- 2011 : laghukālacakratantrarājatikā (Vimalaprabhā)[159].
- 2011 : Tarikh-E-Khandan-E-Timuriyah[160].
- 2013 : Shāntinātha Charitra[161].
- 2017 : Maitreyavyakarana[162].
- 2017 : manuscrits Gilgit[163].
- 2023 : archives de la première Conférence du Mouvement des pays non alignés (conjointement avec l'Algérie, l'Égypte, l'Indonésie, la Serbie)[10].
- 2023 : Abhinavagupta (940-1015 de notre ère) : collection de manuscrits de ses œuvres[10].
- 2025 : manuscrit du Nāṭyaśāstra de Bharatamuni : un texte fondateur de l'art du spectacle indien[11].
- 2025 : collection de manuscrits de la Bhagavadgītā : Ancien Saṁgraha-grantha de la pensée indienne avec un lectorat et une influence mondiale[11].

### Indonésie
- 2003 : archives de la Compagnie hollandaise des Indes orientales (conjointement avec l'Afrique du Sud, les Pays-Bas, l'Inde et le Sri Lanka)[4].
- 2011 : La Galigo (avec les Pays-Bas)[164].
- 2013 : Nagarakertagama ou la Description d’un Pays (1365 AD)[165].
- 2013 : le Babad Diponegoro[166] ou la chronique autobiographique du prince Diponegoro (1785-1855), un noble javanais, indonésien héros national et panislamiste (conjointement avec les Pays-Bas)[167].
- 2015 : les archives de la Conférence de Bandung[168].
- 2017 : les archives de Tsunami de l’Océan indien (conjointement avec le Sri Lanka)[169].
- 2017 : manuscrits de Panji (conjointement avec le Cambodge, la Malaisie, les Pays-Bas et le Royaume-Uni)[127].
- 2017 : conservation des archives de Borobudur[170].
- 2023 : archives de la première Conférence du Mouvement des pays non alignés (conjointement avec l'Algérie, l'Égypte, l'Inde, la Serbie)[10].
- 2023 : discours de Sukarno : « Reconstruire le monde », 30 septembre 1960[10].
- 2023 : Hikayat Aceh – Trois manuscrits sur la vie à Aceh, Indonésie, XVe – XVIIe siècles (conjointement avec les Pays-Bas)[10].
- 2025 : archives de la danse javanaise : arts de la danse Mangkunegaran, 1861-1944[11].
- 2025 : le manuscrit Sang Hyang Siksa Kandang Karesian[11].
- 2025 : les œuvres de Hamzah Fansuri (conjointement avec la Malaisie)[11].
- 2025 : la naissance de l’Association des Nations d’Asie du Sud-Est (ASEAN) (Archives sur la formation de l’ASEAN, 1967 – 1976) (conjointement avec la Malaisie, Singapour et la Thaïlande)[11].
- 2025 : lettres et archives de Kartini : la lutte pour l'égalité des genres (conjointement avec les Pays-Bas)[11].

### Iran
- 2007 :
  - Bayasanghori Shâhnâmeh (le Livre des rois du prince Baysanghor)[171].
  - Alvagfiyyehtor Rashidieh be Khatteh Vaghef fi Bayan Sharayyet Omur Olvagf va Masaref (Dotation du Rab’ i-Rashidi)[172].
- 2009 : documents administratifs de Astan-e Qods Razavi dans l'ère safavides[173].
- 2011 : Al-Tafhim li Awa'il Sana'at al-Tanjim[174].
- 2011 : collection Panj Ganj de Nezâmic[175].
- 2013 : une collection de cartes d’Iran sous l'ère Qajar (1193-1344 calendrier lunaire / 1779-1926 calendrier géorgien)[176].
- 2013 : Dhakira–yi Kharazmshahi (Trésors pour le roi de Choresmien), une encyclopédie médicale de von Ismail Jorjani[177].
- 2015 : le livre des Routes et des Royaumes (Al-Masaalik Wa Al-Mamaalik) (conjointement avec l'Allemagne)[178].
- 2015 : Kulliyyāt-i Saʽdi[179].
- 2017 : Jami al-Tavarikh[180].
- 2023 : Kulliyat de Mawlana (conjointement avec l'Allemagne, la Bulgarie, l'Ouzbékistan, le Tadjikistan et la Turquie)[10].
- 2023 : documents sur les relations internationales de l’Iran sous l’Empire kadjar (1807-1925)[10].
- 2023 : documents du sanctuaire de Cheikh Safi al-Din à Ardabil (952 à 1926 de notre ère)[10].

### Israël
- 2013 : collection de témoignages (1954-2004), Yad Vashem, Jérusalem[181].
- 2013 : Florilège Rothschild, Musée d'Israël[182].
- 2015 : le Codex d'Alep[183].
- 2015 : notes d'Isaac Newton[184].
- 2017 : documents scientifiques et mathématiques de Sir Isaac Newton (conjointement avec le Royaume-Uni)[184].
- 2017 : archives Israéliennes du Conte Populaire (IFA) nommées en l’honneur de Dov Noy[185].

### Japon
- 2011 : collection de Sakubei Yamamoto, peintures et journaux annotés sur la vie dans les mines de charbon de Chikoku (Tagawa)[186].
- 2013 : documents relatifs à la mission de l’ère Keichō en Europe (conjointement avec l'Espagne)[187].
- 2013 : Midō kanpakuki : le manuscrit original du journal de Fujiwara no Michinaga[188].
- 2015 : retour au port de Maizuru (personnels militaires et civils déportés en URSS en 1945-1956)[189].
- 2015 : archives du temple Tō-ji contenues dans 100 boîtes[190].
- 2017 : documents sur Joseon Tongsinsa / Chosen Tsushinshi : l'histoire du maintien de la paix et des échanges culturels entre la Corée et le Japon du XVIIe au XIXe siècle (conjointement avec la Corée du Sud)[155].
- 2017 : les trois stèles de l'ancien Kozuke[191].
- 2023 : les archives du moine Enchin : histoire de l’échange culturel entre le Japon et la Chine[10].
- 2025 : trois éditions de canons sacrés bouddhistes conservés à Zojoji, au Japon[11].

### Kazakhstan
- 2003 : collection des manuscrits de Khoja Ahmed Yasawi[192].
- 2005 : documents audiovisuels du mouvement antinucléaire « Nevada-Semipalatinsk »[193].
- 2011 : fonds archivistique de la mer d’Aral[194].
- 2025 : Manuscrit « Chronique des Khans »[11].

### Kirghizistan
- 2023 : manuscrit de l’épopée kirghize de « Manas », narrée par Sagymbay Orozbakov[10].

### Koweït
- 2025 : l’inscription d’Ikaros[11].

### Liban
- 2005 : les stèles commémoratives de Nahr el-Kalb, mont Liban[195].
- 2005 : l’Alphabet phénicien[196].

### Malaisie
- 2001 : correspondance du dernier sultan de Kedah (1882-1943), (Archives nationales de Malaisie, Alor Setar)[197].
- 2001 : Hikayat Hang Tuah, (Bibliothèque nationale de Malaisie, Kuala Lumpur)[198].
- 2001 : Sejarah Melayu, Annales malaises, (Institut des langues et de la littérature, Kuala Lumpur)[199].
- 2009 : Batu Bersurat Terengganu (la pierre gravée de Terengganu)[200].
- 2017 : manuscrits de Panji (conjointement avec le Cambodge, l'Indonésie, les Pays-Bas et le Royaume-Uni)[127].
- 2023 : MSS 6 du Misa Melayu[10].
- 2025 : les œuvres de Hamzah Fansuri (conjointement avec la Malaisie)[11].
- 2025 : la naissance de l’Association des Nations d’Asie du Sud-Est (ASEAN) (Archives sur la formation de l’ASEAN, 1967 – 1976) (conjointement avec l’Indonésie, Singapour et la Thaïlande)[11].

### Mongolie
- 2011 : Tanjur mongol[201].
- 2011 : l'« Altan Tobchi », histoire d'or écrite en 1651[202].
- 2013 : Kanjour écrit aux 9 pierres précieuses[203].
- 2017 : stèle de pierre pour le Tanjur mongol[201].
- 2023 : inscriptions sur pierre de Tsogtu Khung-Taiji, Prince de Khalkha[10].
- 2025 : inscription de Khüis Tolgoi 1[11].
- 2025 : Deger-e-eče toɣtoɣsan dürsü-yin tusbür-yig bürüdkegsen bičig (Un registre complet du corps par ordre impérial)[11].

### Népal
- 2013 : manuscrit Susrutamhita[204].
- 2013 : Niśvāsattatvasaṃhitā[205].

### Oman
- 2017 : les secrets du métal dans le manuscrit de la science marine (« Maden Al Asrar Fi Elm Al Behar Manuscript »)[206].
- 2025 : A’nuwniah Al kubra (Un important manuscrit de navigation maritime omanais)[11].

### Ouzbékistan
- 1997 : le Coran d'Othmân, (Conseil musulman de l'Ouzbékistan, Tachkent)[207].
- 1997 : la collection de l'Institut Al-Biruni d'études orientales, (Académie des sciences de la République d'Ouzbékistan, Tachkent)[208].
- 2017 : archives de la chancellerie des Khan de Khiva[209].
- 2023 : Kulliyat de Mawlana (conjointement avec l'Allemagne, la Bulgarie, l'Iran, le Tadjikistan et la Turquie)[10].
- 2023 : la Chancellerie Qushbegi de l’Émirat de Boukhara[10].
- 2025 : Câmiu't-Tevârîh/ Jāmiʿal-Tawārīkh (conjointement avec la Turquie)[11].

### Pakistan
- 1999 : fonds Jinnah, (Archives nationales, Islamabad)[210].

### Philippines
- 1999 : documents paléographiques philippins (Hanunoo, Buhid, Tagbanwa et Palawan), (Musée national, Manille)[211].
- 2003 : radiodiffusion du pouvoir du peuple philippin[212].
- 2007 : collection José Maceda[213].
- 2011 : papiers présidentiels de Manuel L. Quezon[214].

### Singapour
- 2025 : la naissance de l’Association des Nations d’Asie du Sud-Est (ASEAN) (Archives sur la formation de l’ASEAN, 1967 – 1976) (conjointement avec l’Indonésie, la Malaisie et la Thaïlande)[11].

### Sri Lanka
- 2003 : archives de la Compagnie hollandaise des Indes orientales (conjointement avec l'Afrique du Sud, les Pays-Bas, l'Inde et l'Indonésie)[4].
- 2017 : les archives de Tsunami de l’Océan indien (conjointement avec l'Indonésie)[169].
- 2023 : Mahavamsa, la Grande Chronique de Sri Lanka (couvrant la période du VIe siècle avant notre ère à 1815 de notre ère)[10].
- 2025 : Inscription trilingue (TribhashaSellipiya) (conjointement avec la Chine)[11].
- 2025 : documents liés au Pānadurā Vādaya (Le Grand Débat de Panadura) en 1873[11].

### Tadjikistan
- 2003 : manuscrit « Kull’iyyāt » d’Obeid Zakani et « Ghāzāll’iyyāt » de Hafez Sherozi, XIVe siècle[215].
- 2023 : Kulliyat de Mawlana (conjointement avec l'Allemagne, la Bulgarie, l'Iran, l'Ouzbékistan et la Turquie)[10].

### Thaïlande
- 2003 : l’inscription du roi Ram Khamhaeng[216].
- 2009 : documents d'archives du roi Chulalongkorn et de la transformation du Siam (1868-1910)[217].
- 2011 : archives épigraphique de Wat Pho[218].
- 2013 : registres du conseil de la Siam Society, 100 années d'enregistrements sur la coopération internationale et la diffusion du savoir dans les arts et les sciences[219].
- 2017 : les négatifs sur les plaques de verre photographiques royales et la collection des copies originales[220].
- 2023 : collection nationale de manuscrits sur ôles de la chronique de Phra That Phanom[10].
- 2025 : la naissance de l’Association des Nations d’Asie du Sud-Est (ASEAN) (Archives sur la formation de l’ASEAN, 1967 – 1976) (conjointement avec l’Indonésie, la Malaisie et Singapour)[11].
- 2025 : le manuscrit de Nanthopananthasut Kamlaung (22 juillet 1736)[11].
- 2025 : Le Roi de l'éléphant blanc et les documents d'archives[11].

### Timor oriental
- 2013 : naissance d’une nation, moments clés[221].

### Turkménistan
- 2023 : collection de manuscrits de Magtymguly Pyragy[10].

### Vietnam
- 2009 : tablettes de bois de la dynastie des Nguyen[222].
- 2011 : stèles en pierre d’enregistrement des concours royaux des dynasties Lê et Mac (1442-1779)[223].
- 2017 : archives imperiales de la dynastie Nguyen (1802-1945)[224].
- 2025 : Collection du compositeur Hoàng Vân[11].

## Europe

### Albanie
- 2005 : Codex Purpureus Beratinus[225].
- 2025 : Musée national de la photographie de Marubi : Archives de négatifs, objets et documents des photographes Pietro Marubbi et Kel Marubi[11]

### Allemagne
- 1999 : Les plus anciens documents sonores (cylindres d'Edison) de musique traditionnelle du monde, de 1893 à 1952[226].

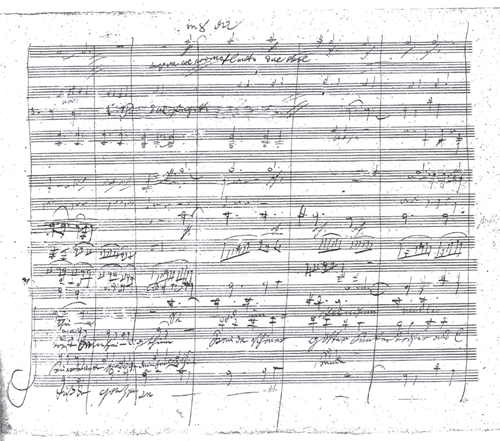
Ludwig van Beethoven, Symphonie no 9, en ré mineur, op. 125 - Partition autographe, 4e mouvement

- 2001 : Symphonie no 9, en ré mineur, op. 125, de Ludwig van Beethoven (Bibliothèque d'État, Berlin)[227].
- 2001 : le fonds littéraire Goethe, (archives Goethe et Schiller, Weimar)[228].
- 2001 : la Bible de Gutenberg, (Bibliothèque d'État et universitaire de Basse Saxonie, Göttingen)[229].
- 2001 : Metropolis, (Fondation Friedrich Wilhelm Murnau, Wiesbaden)[64],[230],[231].
- 2003 : Manuscrits enluminés de la période ottonienne exécutés au monastère de Reichenau (lac de Constance)[232].
- 2005 : Contes de l'enfance et du foyer (Kinder- und Hausmärchen), recueil de contes populaires des frères Grimm[233].
- 2005 : la Corvina (Bibliotheca Corviniana) (conjointement avec l'Autriche, la Belgique, la France, la Hongrie et l'Italie)[234].
- 2007 : les lettres de et à Gottfried Wilhelm Leibniz[235].
- 2009 : la chanson des Nibelungen, poème héroïque de l’Europe médiévale[236].
- 2011 : construction et chute du mur de Berlin et le Traité deux-plus-quatre de 1990[237].
- 2011 : brevet DRP 37435 « véhicule à propulsion par moteur à gaz » déposé par Carl Benz, 1886[238].
- 2013 : les manuscrits du Manifeste du parti communiste et du Capital, copie personnelle annotée de Karl Marx (conjointement avec les Pays-Bas)[239].
- 2013 : la pharmacopée de Lorsch (Bibliothèque d’État de Bamberg, Msc.Med.1)[240].
- 2013 : la « Bulle d’or », l’original des Archives nationales autrichiennes (HHStA) et le précieux manuscrit de la Bibliothèque nationale autrichienne (conjointement avec l'Autriche)[241].
- 2013 : le disque céleste de Nebra[242].
- 2015 : la lettre en or du roi birman Alaungpaya au roi George II de Grande-Bretagne (conjointement avec la Birmanie et le Royaume-Uni)[125].
- 2015 : le livre des Routes et des Royaumes (Al-Masaalik Wa Al-Mamaalik) (conjointement avec l'Iran)[178].
- 2015 : documents illustrant les débuts de la Réforme amorcée par Martin Luther[243].
- 2015 : manuscrit de la Messe en si mineur de Jean-Sébastien Bach[244].
- 2017 : Constitutio Antoniniana[245].
- 2017 : le procès de Francfort (second procès d'Auschwitz)[246].
- 2023 : manuscrits enluminés de l’école du palais de Charlemagne (conjointement avec l'Autriche, la France, la Roumanie et le Royaume-Uni)[247],[10].
- 2023 : documents sur l’histoire de la Hanse (conjointement avec la Belgique, l'Estonie, la Lettonie, la Pologne et l'Ukraine)[10].
- 2023 : Kulliyat de Mawlana (conjointement avec la Bulgarie, l'Iran, l'Ouzbékistan, le Tadjikistan et la Turquie)[10].
- 2023 : Shoah de Claude Lanzmann, négatif 35 mm restauré ; Archives audio Témoins de l’histoire de « Shoah », 200 heures (conjointement avec la France)[10].
- 2023 : Codex Manesse (Bibliothèque de l’Université de Heidelberg, Cod. Pal. germ. 848)[10].
- 2023 : Globe de Behaïm[10].
- 2025 : dessins et écrits d’enfants en temps de guerre en Europe : 1914-1950 (conjointement avec le Canada, l’Espagne, la France, la Pologne, le Royaume-Uni, la Suisse et la République Tchèque)[11].
- 2025 : radiographies représentatives provenant du patrimoine de Wilhelm Conrad Roentgen[11].
- 2025 : le manuscrit de Munich du Talmud de Babylone[11].
- 2025 : le patrimoine littéraire de Friedrich Nietzsche (conjointement avec la Suisse)[11].

### Arménie
- 1997 : collection de manuscrits anciens du Matenadaran, (Institut de manuscrits anciens Mashtots, Erevan)[248].
- 2011 : première observation de Byurakan (FBS ou observation de Markarian)[249].
- 2013 : collection de partitions manuscrites et musiques de film du compositeur Aram Khatchatourian[250].
- 2023 : collection des œuvres du compositeur Vardapet Komitas[10].
- 2025 : le Code de loi de Mkhitar Gosh[11].

### Autriche
- 1997 : le Dioscoride de Vienne, (Bibliothèque nationale, Vienne)[251].
- 1997 : acte final du Congrès de Vienne, (Archives nationales, Vienne)[252].
- 1999 : les collections historiques du Phonogrammarchiv de Vienne, 1899-1950[253].
- 2001 : collection de papyrus de la Bibliothèque nationale (collection de l'archiduc Rainer), (Bibliothèque nationale d'Autriche, Vienne)[254].
- 2001 : le fonds Schubert de la Bibliothèque de Vienne, (Bibliothèque de Vienne, Vienne)[255].
- 2003 : l’Atlas Joan Blaeu de Laurens Van der Hem (1621–1678) de la Bibliothèque nationale autrichienne[256].
- 2005 : collection Brahms[257].
- 2005 : collection de dessins d’architecture gothique[258].
- 2005 : la Corvina, Bibliotheca Corviniana (conjointement avec l'Allemagne, la Belgique, la France, la Hongrie et l'Italie)[234].
- 2007 : Tabula Peutingeriana[259].
- 2011 : Psautier de Mayence de la Bibliothèque nationale autrichienne[260].
- 2011 : collection Arnold Schönberg, Arnold Schönberg Center, Vienne[261].
- 2013 : la « Bulle d’or », l’original des Archives nationales autrichiennes (HHStA) et le précieux manuscrit de la Bibliothèque nationale autrichienne (conjointement avec l'Allemagne)[241].
- 2017 : nachlass philosophique de Ludwig Wittgenstein (conjointement avec le Canada, les Pays-Bas et le Royaume-Uni)[67].
- 2023 : manuscrits enluminés de l’école du palais de Charlemagne (conjointement avec l'Allemagne, la France, la Roumanie et le Royaume-Uni)[10].

### Azerbaïdjan
- 2005 : manuscrits du Moyen Âge relatifs à la médecine et à la pharmacie[262].
- 2017 : la copie du manuscrit du « divan » de Fuzûlî[263].
- 2023 : album des Fleurs de Khourchidbanou Natavan – Recueil de vers illustrés[10].

### Belgique
- 2001 : archives de l'Officina Plantiniana (Musée Plantin-Moretus)[264].
- 2005 : la Corvina (Bibliotheca Corviniana) (conjointement avec l'Allemagne, l'Autriche, la France, la Hongrie et l'Italie)[234].
- 2009 : archives de l’Insolvente Boedelskamer d’Anvers (1500-1800)[265].
- 2013 : Répertoire bibliographique universel[266].
- 2013 : archives de l’ancienne Université de Louvain (1425-1797), patrimoine universitaire d’importance mondiale[267].
- 2023 : documents sur l’histoire de la Hanse (conjointement avec l'Allemagne, l'Estonie, la Lettonie, la Pologne et l'Ukraine)[10].
- 2023 : archives des Conseils internationaux de physique et de chimie Solvay (1910-1962) (conjointement avec la France)[10].
- 2025 : les archives, gravures et manuscrits exploités par les Bollandistes (17e-18e siècles)[11].

### Biélorussie
- 2009 : archives Radziwiłł et collection de la bibliothèque Niasvij (Nieśwież) (conjointement avec la Finlande, la Lituanie, la Pologne, la Russie et l'Ukraine)[268].
- 2017 : le document de l’acte de l’Union de Lublin (conjointement avec la Lettonie, la Lituanie, la Pologne et l'Ukraine)[269].

### Bosnie-Herzégovine
- 2017 : le manuscrit de la Haggadah de Sarajevo[270].
- 2017 : la collection de manuscripts de la bibliothèque Gazi Husrev-beg[271].

### Bulgarie
- 2011 : Enina Apostolos, vieux manuscrit cyrillien bulgare (fragment) du XIe siècle[272].
- 2017 : les évangiles du tsar Ivan Alexandre (1331-1371), conjointement avec le Royaume-Uni[273].
- 2017 : le Synodicon de Boril ou Synodicon du tsar Boril[274].
- 2023 : Kulliyat de Mawlana (conjointement avec l'Allemagne, l'Iran, l'Ouzbékistan, le Tadjikistan et la Turquie)[10].

### Croatie
- 2007 : Tabula Hungariae (conjointement avec la Hongrie)[275].
- 2023 : archives de la République de Dubrovnik (1022-1808)[10].
- 2025 : les journaux d’Andrija Štampar (1931-1938)[11].
- 2025 : courts métrages de l’École de cinéma d’animation de Zagreb (1956-1979)[11].
- 2025 : Vita Sanctorum Marini et Leonis, manuscrit F.III.16, Turin, Italie (conjointement avec l'Italie et Saint-Marin)[11].

### Danemark
- 1997 : collection des archives des compagnies danoises de commerce extérieur, Archives nationales, Copenhague[276].
- 1997 : collection Linné, Bibliothèque nationale des sciences et de médecine, Bibliothèque de l'Université de Copenhague[277].
- 1997 : manuscrits et correspondances de Hans Christian Andersen, Bibliothèque royale, Copenhague[278].
- 1997 : archives Søren Kierkegaard, Bibliothèque royale, Copenhague[279].
- 2007 : El primer nueva coronica y buen gobierno[280].
- 2007 : registres du péage du Sund, Archives nationales du Danemark[281].
- 2009 : collection arnamagnéenne, Institut arnamagnéen (conjointement avec l'Islande)[282].
- 2011 : Bible de Hambourg, Bibliothèque royale, Copenhague[283].

### Espagne
- 2007 : traité de Tordesillas (conjointement avec le Portugal)[284].
- 2009 : Capitulations de Santa Fe[285].
- 2013 : documents relatifs à la mission de l’ère Keichō en Europe (conjointement avec le Japon)[187].
- 2013 : le Decreta de León de 1188, la plus vieille manifestation documentée d’un système parlementaire européen[286].
- 2013 : Libro del Sindicato Remensa (es), le livre du syndicat paysan, (1448)[287].
- 2015 : les manuscrits Beatus du Commentaire à l’Apocalypse (Beatus de Liébana) de la tradition ibérique (conjointement avec le Portugal)[288].
- 2015 : le vocabulaire des langages autochtones du Nouveau Monde traduits en espagnol[289].
- 2015 : le travail de Fray Bernardino de Sahagún (1499-1590) : Codex de Florence, codex Matritense (conjointement avec l'Espagne et la Mexique)[101].
- 2017 : le Codex Calixtinus de Saint-Jacques-de-Compostelle et autres copies médiévales du Liber Sancti Jacobi ; les origines ibériques de la tradition jacobéenne en Europe (conjointement avec le Portugal)[290].
- 2017 : les archives de Santiago Ramón y Cajal et de l'« École histologique espagnole »[291].
- 2017 : les archives générales de Simancas[292].
- 2023 : le premier tour du monde en bateau (1519-1522) (conjointement avec le Portugal)[10].
- 2023 : l’expédition royale philanthropique de vaccination, 1800-1820[10].
- 2023 : fonds d’archives Simón Ruiz (Medina del Campo, Espagne)[10].
- 2025 : dessins et écrits d’enfants en temps de guerre en Europe : 1914-1950 (conjointement avec l’Allemagne, le Canada, la France, la Pologne, le Royaume-Uni, la Suisse et la République Tchèque)[11].
- 2025 : archives du Bureau européen de la Guerre à Madrid (1915-1921)[11].
- 2025 : lettres arabes[11].

### Estonie
- 2009 : documents d'archives liés à la Voie balte, chaîne humaine reliant trois États dans leur marche pour la liberté (conjointement avec la Lettonie et la Lituanie)[293].
- 2023 : documents sur l’histoire de la Hanse (conjointement avec l'Allemagne, la Belgique, la Lettonie, la Pologne et l'Ukraine)[10].

### Finlande
- 1997 : la collection Adolf Erik Nordenskiöld, (université d'Helsinki)[294].
- 2009 : archives Radziwiłł et collection de la bibliothèque Niasvij (Nieśwież) (conjointement avec la Biélorussie, la Lituanie, la Pologne, la Russie et l'Ukraine)[268].
- 2015 : les archives du village same skolt de Suonjel Suenjel[295].
- 2023 : archives de la Compagnie de transport maritime Gustaf Erikson dans les Îles Åland, de l’époque du dernier Windjammers au service du commerce international, de 1913 à 1949[10].
- 2025 : Archives d’Edvard Westermarck à la bibliothèque universitaire d’Åbo Akademi[11].

### France

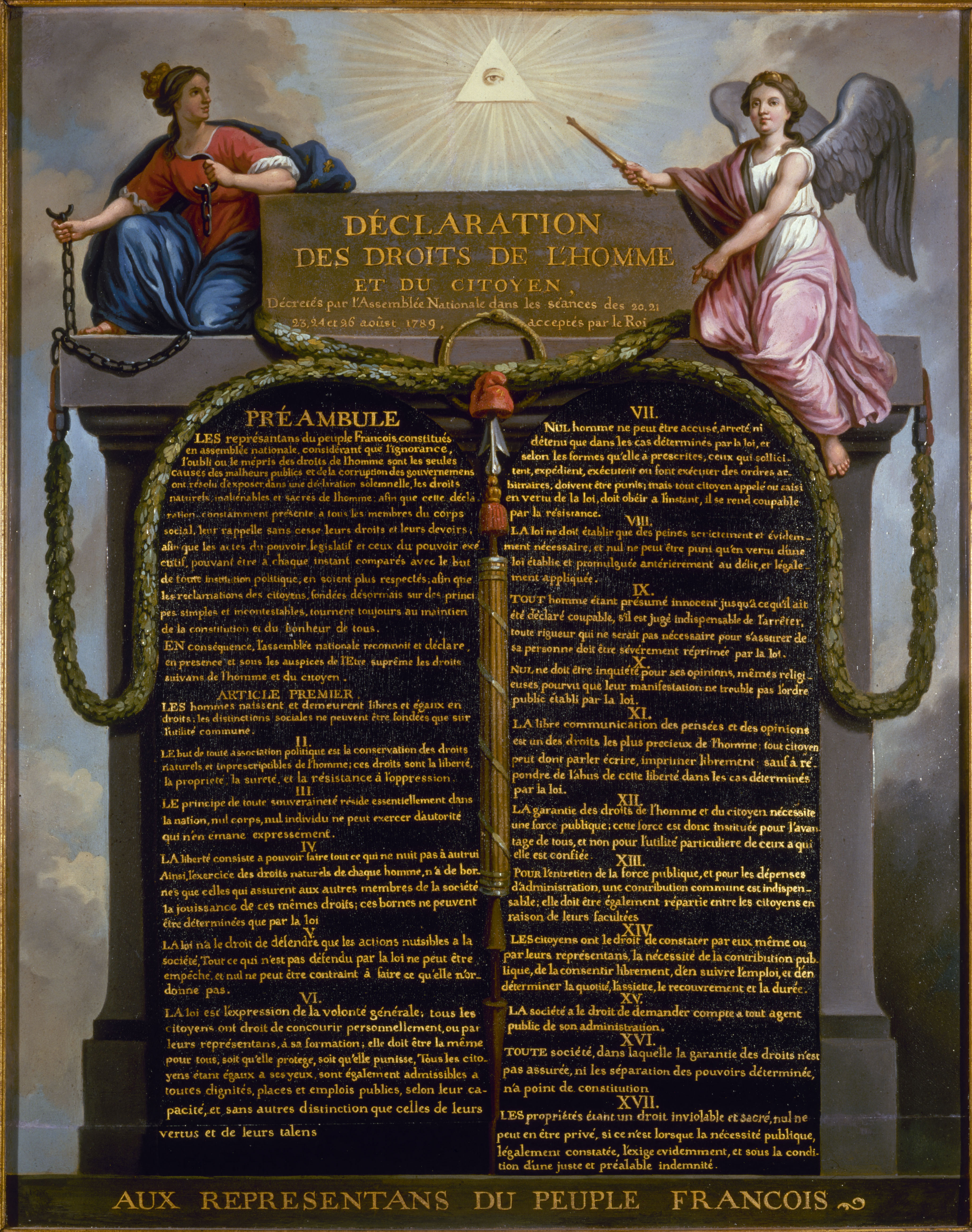
Déclaration des droits de l'homme et du citoyen

- 2003 : Déclaration des droits de l'homme et du citoyen (1789-1791)[296],[297].
- 2005 : l'appel du 18 Juin 1940 (conjointement avec le Royaume-Uni)[298].
- 2005 : les films des frères Lumière[95],[299],[300].
- 2005 : l'instauration du système métrique décimal, 1790-1837[301].
- 2005 : la Corvina, Bibliotheca Corviniana (conjointement avec l'Allemagne, l'Autriche, la Belgique, la Hongrie et l'Italie)[302],[234].
- 2007 : la tapisserie de Bayeux[303].
- 2009 : bibliothèque de l'abbaye cistercienne de Clairvaux au temps de Pierre de Virey (1472)[304],[305].La collection de Beatus Rhenanus à Bibliothèque humaniste de Sélestat.

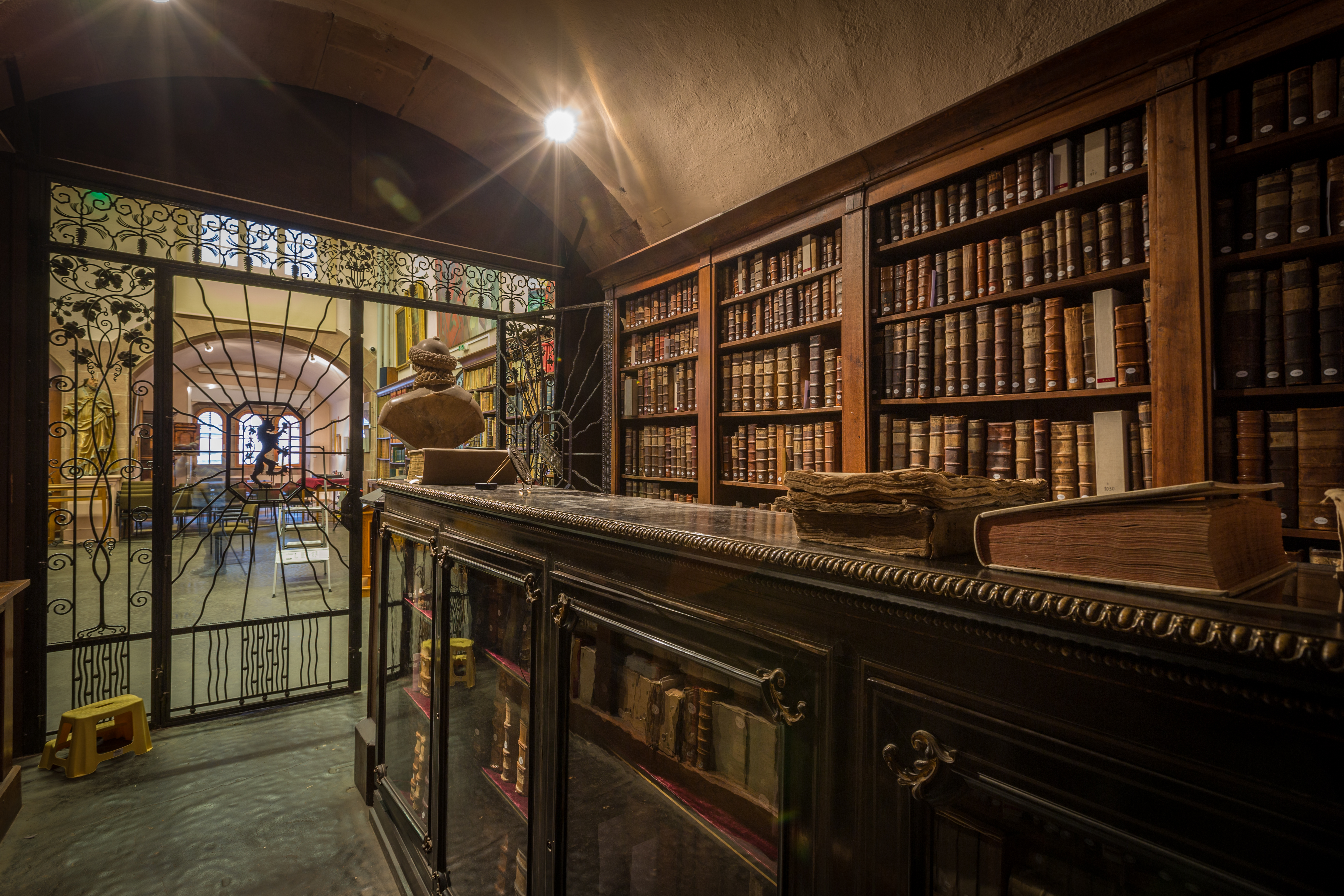
La collection de Beatus Rhenanus à Bibliothèque humaniste de Sélestat.

- 2011 : la collection Beatus Rhenanus de la Bibliothèque humaniste à Sélestat[306],[307].
- 2011 : registre des bannières du Châtelet de Paris du règne de François Ier, Archives nationales de France, Y9[308],[309].
- 2015 : la Mappa mundi d'Albi[310],[311].
- 2015 : les archives de Louis Pasteur[312],[313].
- 2015 : les spectacles de pantomimes lumineuses d'Émile Reynaud (conjointement avec la République tchèque)[314],[315].
- 2017 : les archives du Père Castor[316],[317].
- 2023 : la tenture de l'Apocalypse[318].
- 2023 : Exemplaire de Bordeaux des Essais de Montaigne[319].
- 2023 : manuscrits enluminés de l’école du palais de Charlemagne (conjointement avec l'Allemagne, l'Autriche, la Roumanie et le Royaume-Uni)[247],[10].
- 2023 : archives des Conseils internationaux de physique et de chimie Solvay (1910-1962) (conjointement avec la Belgique)[10].
- 2023 : archives du Mouvement international ATD Quart Monde en France et au Burkina Faso, de 1957 à 1992 (conjointement avec le Burkina Faso)[10].
- 2023 : Shoah de Claude Lanzmann, négatif 35 mm restauré ; Archives audio Témoins de l’histoire de « Shoah », 200 heures (conjointement avec l'Allemagne)[10].
- 2023 : registres identifiant les personnes en esclavage dans les anciennes colonies françaises (1666-1880) (conjointement avec Haïti)[10].
- 2025 : archives de l'expédition de d'Entrecasteaux (1791-1794) (conjointement avec l'Australie)[11].
- 2025 : les Archives de la Planète (1909-1932)[11].
- 2025 : les Archives de la Parole (1911-1953) : mémoire de la voix humaine[11].
- 2025 : dessins et écrits d’enfants en temps de guerre en Europe : 1914-1950 (conjointement avec l’Allemagne, le Canada, l’Espagne, la Pologne, le Royaume-Uni, la Suisse et la République Tchèque)[11].
- 2025 : les films grand format 68 mm de la société Mutoscope & Biograph (conjointement avec les États-Unis, les Pays-Bas et le Royaume-Uni)[11].
- 2025 : le traité de paix perpétuelle de Fribourg (1516) (conjointement avec la Suisse)[11].

### Géorgie
- 2011 : manuscrits byzantins géorgiens[320].
- 2013 : collection de manuscrits du poème de Shota Rustaveli Le chevalier à la peau de panthère (conjointement avec le Royaume-Uni)[321].
- 2013 : « Description du Royaume Géorgien » et Atlas géographique de Vakhushti Bagrationi[322].
- 2015 : les manuscrits les plus anciens aux Archives nationales de la Géorgie[323].
- 2017 : le palimpseste du tétraévangile[324].

### Grèce
- 2015 : le papyrus de Derveni : le plus ancien livre de l’Europe[325].
- 2023 : principales plaques de l’oracle de Dodone[10].

### Hongrie
- 2001 : la demande de brevet « Radioskop » de Kálmán Tihanyi (1926), (Archives nationales de Hongrie, Budapest)[326].
- 2005 : la Corvina (Bibliotheca Corviniana) (conjointement avec l'Allemagne, l'Autriche, la Belgique, la France et l'Italie)[234].
- 2007 : Tabula Hungariae, la première carte imprimée du Royaume de Hongrie dressée par Lazarus secretarius en 1528, (Bibliothèque nationale Széchényi, Budapest), (conjointement avec la Croatie)[275].
- 2009 : archives de Sándor Kőrösi Csoma à la bibliothèque de l'Académie hongroise des sciences[327].
- 2009 : János Bolyai, Appendix, scientiam spatii absolute veram exhibens. Maros-Vásárhelyini, 1832[328].
- 2013 : la découverte de Semmelweis[329].
- 2015 : trois documents relatifs aux deux plus importants résultats des travaux de Roland Eötvös[330].

### Irlande
- 2011 : Livre de Kells[331].

### Islande
- 2013 : recensement islandais de 1703[332].
- 2009 : Collection arnamagnéenne (conjointement avec le Danemark)[282].

### Italie
- 2005 : la Bibliothèque de Malatesta Novello (Cesena)[333].
- 2005 : la Corvina (Bibliotheca Corviniana), (conjointement avec l'Allemagne, l'Autriche, la Belgique, la Hongrie et la France)[234].
- 2011 : archives historiques du diocèse de Lucca[334].
- 2013 : films d’actualité et photographies de l’Institut national L.U.C.E.[335].
- 2015 : Codex Purpureus Rossanensis[336].
- 2015 : la collection des almanachs de Barbanera[337].
- 2015 : le travail de Fray Bernardino de Sahagún (1499-1590) : Codex de Florence, codex Matritense (conjointement avec l'Espagne et la Mexique)[101].
- 2017 : Antonio Carlos Gomes, compositeur de deux mondes (conjointement avec le Brésil)[59].
- 2023 : « Fondo apodissario », archives historiques des anciennes banques publiques napolitaines (1573-1809)[10].
- 2023 : fonds d’archives du procès du Vajont[10].
- 2025 : Vita Sanctorum Marini et Leonis, manuscrit F.III.16, Turin, Italie (conjointement avec la Croatie et Saint-Marin)[11].
- 2025 : archives Luigi Sturzo (1890-1959)[11].
- 2025 : architecture et fouilles archéologiques aux Archives d’État de Naples (1712-1955)[11].

### Lettonie
- 2001 : Dainu skapis, cabinet de chants folkloriques, (Archives du Folklore Letton, Riga)[338].
- 2009 : documents d'archives liés à la Voie balte, chaîne humaine reliant trois États dans leur marche pour la liberté (avec l'Estonie et la Lituanie)[293].
- 2017 : le document de l’acte de l’Union de Lublin (conjointement avec la Biélorussie, la Lituanie, la Pologne et l'Ukraine)[269].
- 2023 : documents sur l’histoire de la Hanse (conjointement avec l'Allemagne, la Belgique, l'Estonie, la Pologne et l'Ukraine)[10].

### Lituanie
- 2009 : archives Radziwiłł et collection de la bibliothèque Niasvij (Nieśwież) (conjointement avec la Biélorussie, la Finlande, la Pologne, la Russie et l'Ukraine)[268].
- 2009 : documents d'archives liés à la Voie balte, chaîne humaine reliant trois États dans leur marche pour la liberté (conjointement avec l'Estonie et la Lettonie)[293].
- 2017 : le document de l’acte de l’Union de Lublin (conjointement avec la Biélorussie, la Lettonie, la Pologne et l'Ukraine)[269].

### Luxembourg
- 2003 : The Family of Man (Edward Steichen)[339].

### Malte
- 2017 : les cartes de Camocio (conjointement avec la République tchèque)[340].
- 2025 : Kantilena de Petrus de Caxaro[11].

### Norvège
- 2001 : Henrik Ibsen, Une maison de poupée (1879)[341].
- 2001 : les archives de la lèpre de Bergen[342].
- 2005 : expédition de Roald Amundsen au pôle Sud (1910-1912)[343].
- 2011 : archives de Thor Heyerdahl[344].
- 2013 : collection de Sophus Tromholt[345].
- 2017 : les lois Castberg en faveur des enfants (1915)[346].
- 2017 : nachlass philosophique de Ludwig Wittgenstein (conjointement avec l'Autriche, le Canada, les Pays-Bas et le Royaume-Uni)[67].

### Pays-Bas
- 2003 : bibliothèque Ets Haïm – Livraria Montezinos[347].
- 2003 : archives de la Compagnie hollandaise des Indes orientales (conjointement avec l'Afrique du Sud, l'Inde, l'Indonésie et le Sri Lanka)[4].
- 2009 : Le Journal d'Anne Frank[348].
- 2011 : La Galigo (conjointement avec l'Indonésie)[164].
- 2011 : collection de Desmet[349].
- 2011 : archives de la Middelburgsche Commercie Compagnie (MCC), (conjointement avec le Curaçao et le Suriname)[79].
- 2011 : archives de la Compagnie néerlandaise des Indes Occidentales (conjointement avec le Brésil, le Ghana, les États-Unis, Guyana, les Antilles néerlandaises, le Suriname et le Royaume-Uni)[19].
- 2013 : le Babad Diponegoro[166] ou la chronique autobiographique du prince Diponegoro (1785-1855), un noble javanais, indonésien héros national et panislamiste (conjointement avec l'Indonésie)[167].
- 2013 : les manuscrits du Manifeste du parti communiste et du Capital, copie personnelle annotée de Karl Marx (conjointement avec l'Allemagne)[239].
- 2015 : le psautier d'Utrecht[350].
- 2015 : collections sélectionnées de la diversité linguistique mondiale des Archives du Langage (TLA)[351].
- 2017 : nachlass philosophique de Ludwig Wittgenstein (conjointement avec le Canada, l'Autriche et le Royaume-Uni)[67].
- 2017 : documents de Aletta H. Jacobs (conjointement avec les États-Unis)[88].
- 2017 : manuscrits de Panji (conjointement avec le Cambodge, la Malaisie, l'Indonésie et le Royaume-Uni)[127].
- 2017 : les archives des notaires d’Amsterdam 1578-1915[352].
- 2017 : le film de Westerbork[353].
- 2023 : Hikayat Aceh – Trois manuscrits sur la vie à Aceh, Indonésie, XVe – XVIIe siècles (conjointement avec l'Indonésie)[10].
- 2023 : collection Érasme de Rotterdam[10].
- 2023 : DDS: De Digitale Stad / La ville numérique[10].
- 2023 : patrimoine documentaire des personnes réduites en esclavage par les Antilles néerlandaises et de leurs descendants (1816-1969) (conjointement avec Curaçao, Saint-Martin et le Suriname ; ajout d'Aruba en 2025)[10].
- 2025 : les films grand format 68 mm de la société Mutoscope & Biograph (conjointement avec les États-Unis, la France et le Royaume-Uni)[11].
- 2025 : lettres et archives de Kartini : la lutte pour l'égalité des genres (conjointement avec l'Indonésie)[11].
- 2025 : archives du Deltadienst[11].

### Pologne
- 1999 : archives du ghetto de Varsovie (Archives Emanuel Ringelblum), témoin de l'Holocauste[354].
- 1999 : chefs-d'œuvre de Frédéric Chopin[355].
- 1999 : le chef-d'œuvre de Nicolas Copernic, De revolutionibus orbium coelestium (vers 1520)[356].
- 2003 : la Confédération de Varsovie du 28 janvier 1573 : garantie de la tolérance religieuse[357].
- 2003 : Vingt et une revendications, Gdańsk, août 1980. Naissance du syndicat Solidarność : un mouvement social de grande envergure[358].
- 2007 : Codex Suprasliensis, Mineia četia, Mart (Le Codex de Suprasl - Ménologe Mars), manuscrits en vieux-slave (conjointement avec la Russie et la Slovénie)[359].
- 2007 : archives de la Commission de l’éducation nationale[360].
- 2009 : archives Radziwiłł et collection de la bibliothèque Niasvij (Nieśwież) (conjointement avec la Biélorussie, la Finlande, la Lituanie, la Russie et l'Ukraine)[268].
- 2009 : archives de l'Institut Littéraire à Paris (1946-2000), association Institut Littéraire de « Kultura »[361].
- 2011 : archives du Bureau de reconstruction de Varsovie (1945-1953)[362].
- 2013 : collections du XIXe siècle de la Société Historique et Littéraire Polonaise / Bibliothèque Polonaise de Paris / Musée Adam Mickiewicz[363].
- 2013 : traités de paix (ahdnames) conclus entre mi-XVe siècle et mi-XVIIIe siècle entre le Royaume (République) de Pologne et l’empire Ottoman[364].
- 2015 : la documentation de l’Unité de Brethren[365].
- 2015 : le Livre de Henryków[366].
- 2017 : le document de l’acte de l’Union de Lublin (conjointement avec la Biélorussie, la Lettonie, la Lituanie et l'Ukraine)[269].
- 2017 : documents de renseignements radio polonais datant de la Bataille de Varsovie de 1920[367].
- 2017 : rapport Jürgen Stroop : « Il n’y a plus de juifs dans le district de Varsovie ! »[368].
- 2023 : documents sur l’histoire de la Hanse (conjointement avec l'Allemagne, la Belgique, l'Estonie, la Lettonie et l'Ukraine)[10].
- 2025 : dessins et écrits d’enfants en temps de guerre en Europe : 1914-1950 (conjointement avec l’Allemagne, le Canada, l’Espagne, la France, le Royaume-Uni, la Suisse et la République Tchèque)[11].

### Portugal
- 2005 : carta de Pêro Vaz de Caminha[369].
- 2007 : Corpo Cronológico (collection de manuscrits des Découvertes)[370].
- 2007 : traité de Tordesillas (conjointement avec l'Espagne)[284].
- 2011 : Arquivos dos Dembos / Archives des Ndembu (conjointement avec l'Angola)[12].
- 2011 : première traversée aérienne de l’Atlantique Sud en 1922[371].
- 2013 : journal du premier voyage de Vasco de Gama en Inde, 1497-1499[372].
- 2015 : les manuscrits Beatus du Commentaire à l’Apocalypse (Beatus de Liébana) de la tradition ibérique (conjointement avec l'Espagne)[288].
- 2017 : documents officiels de Macao au cours de la dynastie des Qing (1693-1886), (conjointement avec la Chine)[139].
- 2017 : le Codex Calixtinus de Saint-Jacques-de-Compostelle et autres copies médiévales du Liber Sancti Jacobi ; les origines ibériques de la tradition jacobéenne en Europe (conjointement avec l'Espagne)[290].
- 2017 : le livre d’enregistrement des visas attribués par le consulat portugais à Bordeaux, Aristides de Sousa Mendes,1939-1940[373].
- 2023 : Le premier tour du monde en bateau par Fernãõ de Magalhães et Juan Sebastián Elcano (1519-1522) (conjointement avec l'Espagne)[10].

### République tchèque
- 2007 : collection de manuscrits médiévaux de la Réforme tchèque (principalement composée de manuscrits hussites, collection dite « Hussitica », et des manuscrits de l’Union des frères tchèques)[374].
- 2007 : collection de périodiques russes, ukrainiens et biélorusses parus entre 1918-1945[375].
- 2011 : collection de 526 copies de thèses universitaires de 1637 à 1754[376].
- 2013 : « Libri Prohibiti », collection de périodiques samizdat tchèques et slovaques des années 1948 à 1989[377].
- 2015 : les spectacles de pantomimes lumineuses d'Émile Reynaud (conjointement avec la France)[378].
- 2017 : les archives de Leoš Janáček[379].
- 2017 : les cartes de Camocio (conjointement avec Malte)[340].
- 2023 : collection Moll[10].
- 2023 : les archives d’Antonín Dvořák[10].
- 2025 : plans des villes et des villages d’implantations juives dans l’Empire des Habsbourg[11].
- 2025 : collection de documents cartographiques de Pavel Josef Šafařík[11].
- 2025 : dessins et écrits d’enfants en temps de guerre en Europe : 1914-1950 (conjointement avec l’Allemagne, le Canada, l’Espagne, la France, la Pologne, le Royaume-Uni, la Suisse)[11].

### Roumanie
- 2023 : manuscrits enluminés de l’école du palais de Charlemagne (conjointement avec l'Allemagne, l'Autriche, la France et le Royaume-Uni)[10] comprenant l'Évangéliaire de Lorsch[380].

### Royaume-Uni
- 2005 : l'appel du 18 Juin 1940 (conjointement avec la France)[298].
- 2005 : La Bataille de la Somme[381].
- 2007 : la carte de Hereford, cathédrale de Hereford[382].
- 2009 : la Magna Carta, 1215[383].
- 2009 : registres des esclaves des Antilles britanniques 1817-1834 (conjointement avec Bahamas, Barbade, Belize, Dominique, Jamaïque, Saint-Christophe-et-Niévès et Trinité-et-Tobago)[42].
- 2011 : archives de la Compagnie néerlandaise des Indes Occidentales (conjointement avec le Brésil, le Ghana, les États-Unis, Guyana, les Antilles néerlandaises, le Suriname et les Pays-Bas)[19].
- 2011 : hommes d'argent, travailleurs antillais au canal de Panama (conjointement avec Barbade, la Jamaïque, Sainte-Lucie, Panama et les États-Unis)[46].
- 2011 : enregistrements ethnographiques historiques (1898-1951) de la British Library[384].
- 2013 : collection MS 90-98 de Arthur Bernard Deacon, 1903-27 (conjointement avec le Vanuatu)[385].
- 2013 : collection de manuscrits du poème de Shota Rustaveli Le chevalier à la peau de panthère (conjointement avec la Géorgie)[321].
- 2013 : certificats d’affiliation (« Révolution industrielle »)[386].
- 2015 : la lettre en or du roi birman Alaungpaya au roi George II de Grande-Bretagne (conjointement avec la Birmanie et l'Allemagne)[125].
- 2015 : les écrits de Churchill[387].
- 2015 : le journal de la première guerre mondiale du maréchal Douglas Haig, 1914-1919[388].
- 2016 : collection de la Compagnie des Indes occidentales (conjointement avec Anguilla, Antigua-et-Barbuda, la Jamaïque et Montserrat)[36].
- 2017 : une chanson ou un chant africain de la Barbade (conjointement avec la Barbade)[48].
- 2017 : nachlass philosophique de Ludwig Wittgenstein (conjointement avec le Canada, l'Autriche et les Pays-Bas)[67].
- 2017 : manuscrits de Panji (conjointement avec le Cambodge, la Malaisie, l'Indonésie et les Pays-Bas)[127].
- 2017 : les évangiles du tsar Ivan Alexandre (1331-1371), conjointement avec la Bulgarie[273].
- 2017 : les « documents de Shakespeare », une trace documentaire de la vie de William Shakespeare (conjointement avec les États-Unis)[87].
- 2017 : documents scientifiques et mathématiques de Sir Isaac Newton (conjointement avec Israël)[184].
- 2017 : les archives de Gertrude Bell[389].
- 2017 : les œuvres de Orwell[390].
- 2023 : manuscrits enluminés de l’école du palais de Charlemagne (conjointement avec l'Allemagne, l'Autriche, la France et la Roumanie)[10].
- 2025 : dessins et écrits d’enfants en temps de guerre en Europe : 1914-1950 (conjointement avec l’Allemagne, le Canada, l’Espagne, la France, la Pologne, la Suisse et la République Tchèque)[11].
- 2025 : les films grand format 68 mm de la société Mutoscope & Biograph (conjointement avec les États-Unis, la France et les Pays-Bas)[11].
- 2025 : patrimoine documentaire relatif à la vie et à l’œuvre de Charles Darwin[11].

### Russie
- 1997 : les Évangiles d'Arkhangelsk (en) de 1092, Bibliothèque d'État de Russie, Moscou[391].
- 1997 : les évangéliaires de Khitrovo, Bibliothèque d'État de Russie, Moscou[392].
- 1997 : publications en cyrillique slave du XVe siècle, 63 livres, Bibliothèque d'État de Russie, Moscou[393].
- 1997 : collection de journaux, du XVIIIe au XXe siècle, Bibliothèque d'État de Russie, Moscou[394].
- 1997 : cartes de l'empire russe du XVIIIe au XXe siècle, Bibliothèque d'État de Russie, Moscou[395].
- 1997 : affiches russes de la fin du XIXe au début du XXe siècle, Bibliothèque d'État de Russie, Moscou[396].
- 2001 : les collections historiques (1889-1955) des Archives phonographiques de Saint-Pétersbourg, Institut de littérature russe, Académie des sciences de Russie, Saint-Pétersbourg[397].
- 2007 : Codex Suprasliensis, manuscrits en vieux-slave, Bibliothèque nationale russe, Saint-Pétersbourg (conjointement avec la Pologne et la Slovénie)[359].
- 2009 : archives Radziwiłł et collection de la bibliothèque Niasvij (Nieśwież) (conjointement avec la Biélorussie, la Finlande, la Lituanie, la Pologne et l'Ukraine)[268].
- 2011 : bibliothèque personnelle de Tolstoï, Iasnaïa Poliana ; manuscrits de Tolstoï, photos et collection de films[398].
- 2011 : Évangéliaire d'Ostromir, Bibliothèque nationale russe, Saint-Pétersbourg[399].
- 2013 : chronique laurentienne, 1377, Bibliothèque nationale russe, Saint-Pétersbourg[400].
- 2015 : l'Oulojénié en 1649[401].
- 2017 : St. Petersburg Muraqqa, album de miniatures indiennes et persanes[402]
- 2023 : Fédor Dostoïevski : manuscrits et notes[10].
- 2025 : le psautier de Khludov[11].

### Saint-Marin
- 2025 : Vita Sanctorum Marini et Leonis, manuscrit F.III.16, Turin, Italie (conjointement avec la Croatie et l'Italie)[11].

### Serbie
- 2003 : archives de Nikola Tesla[403].
- 2005 : l'Évangile de Miroslav, manuscrit datant de 1180[404].
- 2015 : le télégramme de la déclaration de guerre austro-hongroise en Serbie le 28 Juillet 1914[405].
- 2023 : archives de la première Conférence du Mouvement des pays non alignés (conjointement avec l'Algérie, l'Égypte, l'Inde et l'Indonésie)[10].

### Slovaquie
- 1997 : manuscrits enluminés de la Bibliothèque du Chapitre de Bratislava (Archives nationales, Bratislava)[406].
- 1997 : la collection Basagic de manuscrits islamiques, Bibliothèque de l'Université à Bratislava (Safvet-beg Bašagić (en))[407].
- 2007 : cartes et plans miniers de la Chambre Haute, bureau des comptes à Banská Štiavnica[408].

### Slovénie
- 2007 : Codex Suprasliensis, manuscrits en vieux-slave, Bibliothèque nationale et universitaire de Ljubljana (conjointement avec la Russie et la Pologne)[359].

### Suède
- 2005 : les archives Astrid Lindgren, Bibliothèque royale[409].
- 2005 : Collection Emanuel Swedenborg, Académie royale des sciences de Suède[410].
- 2007 : archives de la famille Nobel, Fondation Nobel, Stockholm[411].
- 2007 : archives d'Ingmar Bergman, Fondation Ingmar Bergman, Institut du film suédois, Stockholm[412].
- 2011 : archives du Comité d'urbanisme de Stockholm (1713 à nos jours), archives de la ville de Stockholm[413].
- 2011 : Codex Argenteus, évangéliaire du VIe siècle en langue gotique, bibliothèque de l'université d'Uppsala[414].
- 2023 : ordonnance suédoise de 1766 relative à la liberté de presse : la première législation au monde garantissant la liberté de communiquer et d’informer[10].
- 2025 : la collection Karl Tirén de Sami Joik[11].
- 2025 : les archives de Ravensbrück à la bibliothèque de l'Université de Lund[11].

### Suisse
- 2011 : collections Jean-Jacques Rousseau de Genève et de Neuchâtel[415].
- 2013 : archives audiovisuelles du Montreux Jazz Festival (1967-2012)[416].
- 2015 : la bibliothèque Bodmeriana (1916-1971)[417].
- 2017 : déclarations faites par les peuples autochtones aux Nations unies 1982 à 2015[418].
- 2017 : patrimoine documentaire de l'ancienne abbaye de Saint-Gall dans les archives de l'abbaye et dans la bibliothèque de l'abbaye de Saint-Gall[419].
- 2023 : Heidi, Archives de Johanna Spyri[10].
- 2025 : dessins et écrits d’enfants en temps de guerre en Europe : 1914-1950 (conjointement avec l’Allemagne, le Canada, l’Espagne, la France, la Pologne, le Royaume-Uni, et la République Tchèque)[11].
- 2025 : le traité de paix perpétuelle de Fribourg (1516) (conjointement avec la France)[11].
- 2025 : le patrimoine littéraire de Friedrich Nietzsche (conjointement avec l'Allemagne)[11].
- 2025 : les Conventions de Genève de 1864, 1906, 1929 et 1949, ainsi que Protocoles additionnels de 1977 et de 2005[11].
- 2025 : Annemarie Schwarzenbach et Ella Maillart : deux regards de femmes sur le monde[420].

### Turquie
- 2001 : les tablettes hittites à écriture cunéiforme de Boğazköy, (musée archéologique d'Istanbul et musée des civilisations anatoliennes d'Ankara)[421].
- 2001 : manuscrits de l'Observatoire et Institut de recherche tellurique de Kandilli, (université de Bogaziçi, observatoire et institut de recherche tellurique de Kandilli, Istanbul)[422].
- 2003 : les œuvres d’Ibn Sina, (plus connu sous son nom latin : Avicenne), (980–1038), à la bibliothèque Süleymaniye de manuscrits[423].
- 2013 : le « Livre de Voyages » d’Evliya Çelebi à la bibliothèque du musée du Palais de Topkapi et la bibliothèque de manuscrits de Süleymaniye[424].
- 2015 : les archives des anciens marchands assyriens de la colline des cendres (Kültepe)[425].
- 2017 : recueil des langues turques[426].
- 2017 : la carte du monde Piri Reis (1513)[427].
- 2023 : Kulliyat de Mawlana (conjointement avec l'Allemagne, la Bulgarie, l'Iran, l'Ouzbékistan et le Tadjikistan)[10].
- 2023 : collection de photographies du palais de Yildiz[10].
- 2023 : la collection de Kâtip Çelebi : Cihânnümâ et Kashf al-Zunun[10].
- 2025 : Inscriptions de Karatepe-Aslantaş[11].
- 2025 : Câmiu't-Tevârîh/ Jāmiʿal-Tawārīkh (conjointement avec l'Ouzbékistan)[11].

### Ukraine
- 2005 : collection de musiques populaires juives (1912-1947)[428].
- 2009 : archives Radziwiłł et collection de la bibliothèque Niasvij (Nieśwież) (conjointement avec la Biélorussie, la Finlande, la Lituanie, la Pologne et la Russie)[268].
- 2017 : le document de l’acte de l’Union de Lublin (conjointement avec la Biélorussie, la Lettonie, la Lituanie et la Pologne)[269].
- 2017 : patrimoine documentaire sur l’accident de Tchernobyl[429].
- 2023 : documents sur l’histoire de la Hanse (conjointement avec l'Allemagne, la Belgique, l'Estonie, la Lettonie, et la Pologne)[10].
- 2023 : patrimoine documentaire de Babi Yar[10].

## Océanie

### Australie
- 2001 : le journal de bord de l'Endeavour, navire de James Cook, (Bibliothèque nationale d'Australie, Canberra)[430].
- 2001 : les manuscrits de l’affaire Mabo, (Bibliothèque nationale d'Australie, Canberra)[431].
- 2007 : les archives des bagnards d’Australie[432].
- 2007 : the story of the Kelly Gang (1906)[433].
- 2009 : manifeste du Parti travailliste du Queensland à la population de Queensland (en date du 9 Septembre 1892)[434].
- 2017 : négatifs géants sur plaque de verre du port de Sydney[435].
- 2025 : archives de l'expédition de d'Entrecasteaux (1791-1794) (conjointement avec la France)[11].

### Fidji
- 2011 : héritage documentaire d'ouvriers indiens sous contrat (conjointement avec le Guyana, Suriname et Trinité-et-Tobago)[90].

### Nouvelle-Zélande

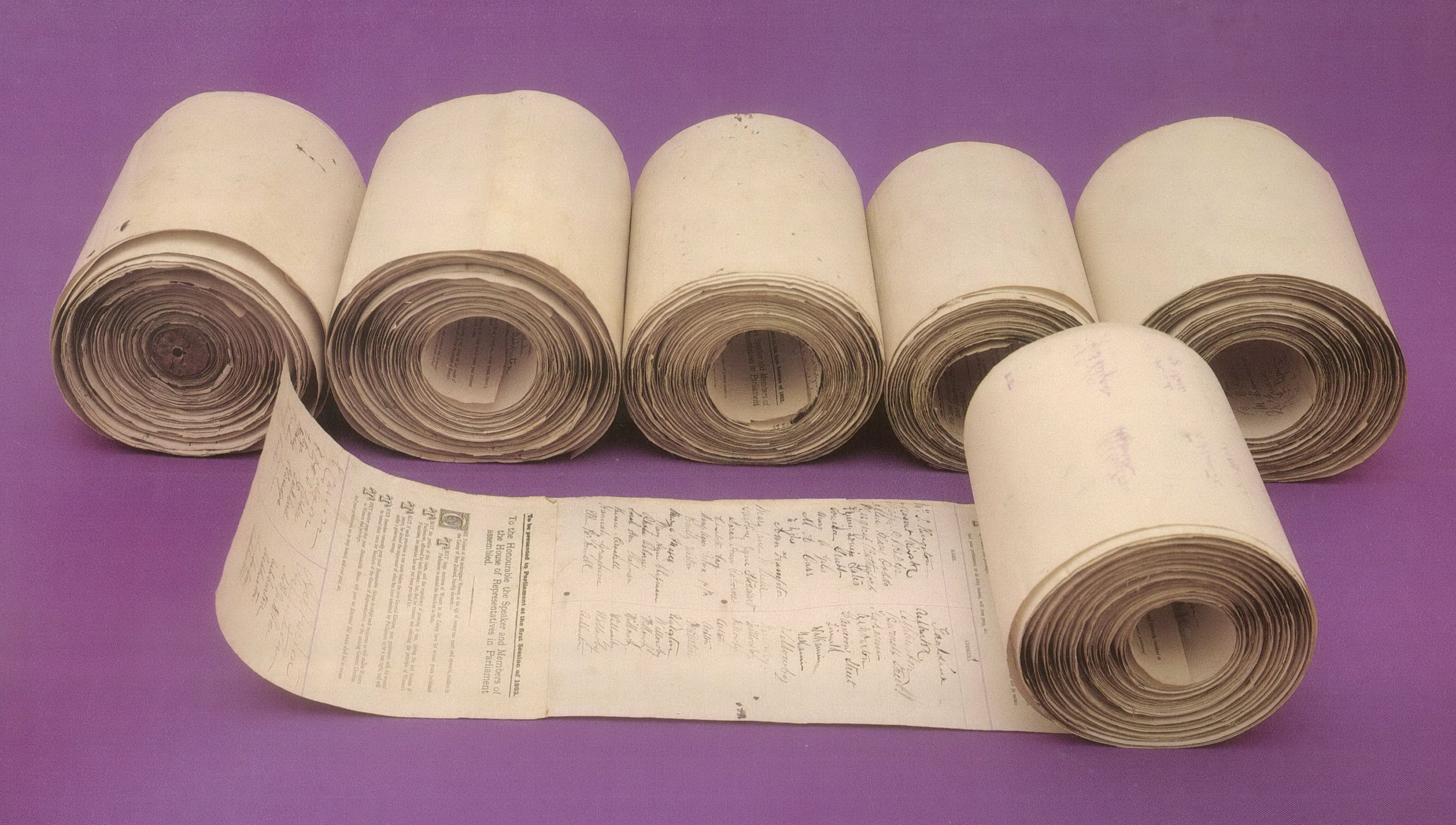
Quelques-unes des feuillles de la Pétition de 1893 en faveur du droit de vote pour les femmes.

- 1997 : Traité de Waitangi (1840) - Te Tiriti o Waitangi, (Archives nationales, Wellington)[436].
- 1997 : Pétition de 1893 en faveur du droit de vote pour les femmes, (Archives nationales, Wellington)[437].
- 2015 : les archives de Sir Edmund Hillary[438].
- 2025 : documents littéraires et personnels de Katherine Mansfield[11].

### Vanuatu
- 2013 : collection MS 90-98 de Arthur Bernard Deacon, 1903-27 (conjointement avec le Royaume-Uni)[385].

## Organisations internationales
- 2007 : archives de l’Agence internationale des prisonniers de guerre, 1914-1923 ; Comité international de la Croix-Rouge (CICR)[439],[440].
- 2007 : collection Christopher Okigbo[441].
- 2009 : archives de la Société des Nations, 1919-1946 ; Office des Nations Unies à Genève (UNOG)[442].
- 2009 : archives photographiques et cinématographiques de l'UNRWA pour les réfugiés de Palestine dans le Proche-Orient[443].
- 2013 : archives du Service International de Recherches ; Commission Internationale pour le Service International de Recherches (CISIR)[444].
- 2015 : les premiers enregistrements pour l’humanité de sa propre voix, Édouard-Léon Scott de Martinville[445] ; Association des collections des enregistrements sonores (ARSC)[446].
- 2023 : documents et disques Gramophone de l’EMI Archive Trust, 1897-1914 ; Association internationale d’archives sonores et audiovisuelles (IASA)[10].
- 2023 : documents clés pour les communautés de sourds : Congrès de Milan, 1880 ; Fédération mondiale des sourds (FMS)[10].
- 2025 : archives historiques du IBE de l'UNESCO (1925-1969) ; Bureau international d'éducation (IBE)[11].
- 2025 : collection de documents du mont Mugh ; International Institute for Central Asian Studies (IICAS) et l’International Center for Documentary Heritage (ICDH) sous les auspices de l'UNESCO[11].
- 2025 : rédaction de la Charte internationale des droits de l’Homme – Archives de l’ONU et documents officiels de l’ONU – 1946 à 1966 ; Bibliothèque des Nations Unies et Archives de Genève et la Section des archives et de la gestion des dossiers des Nations Unies, New York[11].
- 2025 : Collection Héritage de l'OMI ; Organisation météorologique mondiale (OMM)[11].